# Quirimbaua castroi
Quirimbaua castroi är en skalbaggsart som beskrevs av Martins och Maria Helena M. Galileo 2004. Quirimbaua castroi ingår i släktet Quirimbaua och familjen långhorningar. Inga underarter finns listade i Catalogue of Life.